# 10991 Dulov
10991 Dulov este un asteroid din centura principală de asteroizi.

## Descriere
10991 Dulov este un asteroid din centura principală de asteroizi. A fost descoperit pe 14 septembrie 1974 la Observatorul de Astrofizică din Crimeea de Nikolai Cernîh. El prezintă o orbită caracterizată de o semiaxă mare de 2,35 ua, o excentricitate de 0,23 și o înclinație de 2,7° în raport cu ecliptica.